# Associazione Calcio Voghera 1996-1997
Questa voce raccoglie le informazioni riguardanti  l'Associazione Calcio Voghera nelle competizioni ufficiali della stagione 1996-1997.

## Rosa
| N. |                   | Ruolo | Calciatore            |
| -- | ----------------- | ----- | --------------------- |
| -  | Italia (bandiera) | C     | Giorgio Arienti       |
| -  | Italia (bandiera) | D     | Salvatore Cozza       |
| -  | Italia (bandiera) | A     | Danilo Crialesi       |
| -  | Italia (bandiera) | D     | Carmelo Dato          |
| -  | Italia (bandiera) | D     | Alessandro Dozio      |
| -  | Italia (bandiera) | P     | Alberto Maria Fontana |
| -  | Italia (bandiera) | A     | Matteo Gay            |
| -  | Italia (bandiera) | C     | Giorgio Gherardi      |
| -  | Italia (bandiera) | D     | Diego Maggioni        |
| -  | Italia (bandiera) | C     | Simone Merlo          |

| N. |                   | Ruolo | Calciatore        |
| -- | ----------------- | ----- | ----------------- |
| -  | Italia (bandiera) | D     | Ulisse Mozzoni    |
| -  | Italia (bandiera) | P     | Giordano Negretti |
| -  | Italia (bandiera) | A     | Alessandro Pagano |
| -  | Italia (bandiera) | D     | Andrea Preite     |
| -  | Italia (bandiera) | D     | Mauro Rossetti    |
| -  | Italia (bandiera) | C     | Andrea Rota       |
| -  | Italia (bandiera) | C     | Giovanni Russo    |
| -  | Italia (bandiera) | C     | Paolo Sciaccaluga |
| -  | Italia (bandiera) | C     | Luca Tutone       |
| -  | Italia (bandiera) | C     | Fabio Visca       |